# إلين فرانكل
إلين فرانكل (بالإنجليزية: Ellen Frankel)‏ هي كاتِبة أمريكية، ولدت في 1951.

## وصلات خارجية
- إلين فرانكل على موقع ميوزك برينز (الإنجليزية)